# والتر رالي
السير  والتر رالي  (المتوفي في 29 أكتوبر 1618) نبيل وكاتب وشاعر وفارس وجاسوس ومستكشف إنجليزي، وهو الأخ غير الشقيق الأصغر لهمفري جيلبرت، وابن عم ريتشارد غرينفيل يعرف بأنه بإشاعته استخدام التبغ في إنجلترا.
ولد رالي لأسرة بروتستانتية في ديفون، وهو ابن لوالتر رالي وكاثرين تشامبرنون. لا يعرف الكثير عن نشأته سوى أنه قضى جزء من حياته في جزيرة أيرلندا في مقاطعة وستميث، حيث شارك في قمع حركات التمرد ضد إنجلترا وشارك في حصار سميرويك. ثم أصبح من ملاك الأراضي التي صودرت من مُلاكها الأيرلنديين، وعلا شأنه بسرعة في عهد الملكة إليزابيث الأولى، وأصبح فارسًا في عام 1585. كما شارك رالي في الاستعمار الإنكليزي لفرجينيا، مما مهّد الطريق أمام المستعرات الإنجليزية اللاحقة في أمريكا الشمالية. وفي عام 1591، تزوج سرًا من إليزابيث ثروكمورتون إحدى وصيفات الملكة دون إذن الملكة، لذا سجن هو وزوجته في برج لندن. وبعد إطلاق سراحه، تقاعد وذهب ليقيم في أملاكه في دورست.
وفي عام 1594، سمع رالي بـ «مدينة الذهب» في أمريكا الجنوبية وأبحر للعثور عليها وعلى بحيرة باريمي، ودوّن مغامراته في كتاب تناول فيه أسطورة «إل دورادو». وبعد وفاة الملكة إليزابيث في عام 1603، سجن رالي مرة أخرى في البرج، هذه المرة بتهمة تورطه في التمرد على الملك جيمس الأول. وفي عام 1616، أفرج عنه من أجل إرسال بعثة ثانية للبحث عن الذهب في أمريكا الجنوبية. كانت البعثة غير ناجحة، ونهب الرجال الذين كانوا تحت إمرته موقعًا إسبانيًا. عاد رالي إلى إنجلترا، ولاسترضاء الإسبان، أُلقي القبض عليه وأعدم في عام 1618.
يعد رالي من رموز العصر الإليزابيثي البارزة. وفي سنة 2002 م، صنفه اقتراع للبي بي سي ضمن البريطانيون المائة الأعظم.

## أولى سنوات حياته
تعتبر المعلومات التي تتعلق بولادة والتر رالي شحيحة للغاية، لكن، يُعتقد بأنه ولد في 22 يناير من عام 1552 (أو عام 1554). نشأ رالي في منزل هايز بارتون (في أبرشية إيست بودليه الشرقية) في الجزء الجنوبي من مقاطعة ديفون الإنجليزية. كان والتر الابنَ الأصغر بين أبناء والتر رالي الأب، أو والتر رولي، (من مواليد 1510 وتوفي في عام 1581) من إقطاعية فارديل في قرية كورنوود. يعتقد الكثيرون بأن عائلة رالي كانت فرعًا صغيرًا من عائلة رالي الشهيرة، التي امتلكلت إقطاعية رالي في قرية بيلتون في الجزء الشمالي من مقاطعة ديفون في القرن الحادي عشر، على الرغم من الاختلاف الجذري في شعاري نبالة فرعي العائلة اللذان اعتُمدا في بداية عصر النبالة (سنة 1200 – 1215 تقريبًا).  
كانت والدة والتر، كاثرين تشامبرناون، الزوجة الثالثة لوالتر رالي الأب، والابنة الرابعة للسير فيليب تشامبرناون (من مواليد 1479 وتوفيت عام 1545) صاحب مزرعة مودبيري، في مقاطعة ديفون، وزوجته كاثرين كارو، ابنة السيد إدموند كارو (توفي عام 1513) من قصر موهونس أوتري في أبرشية قرية لوبيت بمقاطعة ديفون، وأرملة أوتيس جيلبرت (من مواليد عام 1513 وتوفي عام 1546 أو 1547) من مزرعة غرينواي في قرية بيكسام في ديفون، ومن قلعة كومبتون في أبرشية قرية مارلدون في ديفون أيضًا. (كان شعار نبالة كل من أوتيس جيلبرت، وكاثرين تشامبرناون يتواجد على نافذة زجاجية ملونة في كنيسة تشرستون فيريرز بالقرب من غرينواي.) قدمت عمة كاثرين تشامبرناون، كات آشلي، مربية إليزابيث الأولى ملكة إنجلترا، رالي وإخوته إلى المحكمة. إضافة إلى ذلك، كان عم رالي، السير آرثر تشامبرناون (من مواليد عام 1524، وتوفي عام 1578 تقريبًا)، عضوًا في البرلمان، وعمدة مقاطعة ديفون، وأدميرال المنطقة الغربية. من بين أفراد عائلة والتر رالي الابن، شقيقه كارو رالي، وإخوته غير الأشقاء، جون جيلبرت، وهمفري جيلبرت، وأدريان جيلبرت. بصفتهم أقرباء لعائلة تشامبرناون، أصبح جميع الإخوة الخمسة شخصياتٍ بارزة في عهدي الملكة إليزابيث الأولى، وجيمس الأول.
كانت عائلة رالي بروتستانتية متشددة، واشتهرت بهروب عدد من أفرادها من السلطة في عهد الملكة الرومانية الكاثوليكية، ماري الأولى ملكة إنجلترا. كان اختباء والد والتر رالي في أحد الأبراج هربًا من تنفيذ عقوبة الإعدام بحقه، من أشهر هذه الحالات. نتيجة لذلك، تولدت عند الطفل رالي عداوة تجاه الكاثوليكية الرومانية، أظهرها بعد وصول الملكة البروتستانتية إليزابيث الأولى إلى العرش عام 1558. بالنسبة للمواضيع الدينية، كانت الملكة إليزابيث أكثر اعتدالًا من أختها غير الشقيقة، ماري.
في عام 1569، غادر رالي إلى فرنسا، ليخدم مع أعضاء كنيسة فرنسا الإصلاحية البروتستانتية، الهوغونوتيون، في الحروب الأهلية الدينية الفرنسية. في عام 1572، التحق رالي بكلية أوريل في جامعة أكسفورد، إلا أنه انسحب منها بعد عام واحد، وشرع بعدها في إكمال تعليمه ضمن الهيئات القانونية الأربعة في لندن. في عام 1575، قُبل رالي في جمعية ميدل تيمبل للمحامين، بعد أن كان عضوًا في هئية ليون القانوينة، واحدة من الهيئات القانونية الأربعة في لندن. في محاكمته عام 1603، ذكر رالي أنه لم يدرس القانون على الإطلاق. تعتبر المعلومات التي تغطي حياته في الفترة ما بين عامي 1569 و 1575 غير مؤكدة، لكنه ادعى في كتابه، تاريخ العالم، أنه كان شاهد عيان في معركة مونكونتاور (التي وقعت في 3 أكتوبر من عام 1569) في فرنسا. عاد رالي إلى فرنسا في عام 1575 أو 1576.

## روابط خارجية
- والتر رالي على موقع الموسوعة البريطانية (الإنجليزية)
- والتر رالي على موقع ميوزك برينز (الإنجليزية)
- والتر رالي على موقع إن إن دي بي (الإنجليزية)